# Zouar
Zouar ist eine Oase im Nordwesten des Tschad. In der Provinz Tibesti, die von 2008 bis 2018 bestand, war Zouar die Hauptort des Departments Tibesti Ouest. Seitdem ist Zouar Hauptort des gleichnamigen Departments, eines der vier Departements der im Jahre 2018 neu abgegrenzten Provinz Tibesti. Durch seine relativ geringe Höhenlage von 764 Metern ist das Klima in Zouar trockener und heißer als in anderen Orten des Tibesti.
Die Siedlung ist seit Menschengedenken Sitz des Derde, des religiösen und politischen Oberhauptes der Teda, die den Großteil der Bewohner des Tibesti bilden. Zouar war in nahezu allen Konflikten in der Region im 20. und 21. Jahrhundert umkämpft.
Zouar ist unter anderem über den Flugplatz Zouar erreichbar, außerdem über Straßenverbindungen (Pisten).

## Geschichte
Die Felsmalereien und -gravuren im Zouar-Tal und seiner Umgebung zeugen von einer alten Zivilisation, die bis um 30.000 v. Chr. zurückreicht. Nach der Überlieferung der Teda war Zouar für seine Bevölkerung schon seit der Antike ein heiliges Tal und bereits damals soll es zum Sitz des Derde geworden sein. Um 400 n. Chr. kam es zum Konflikt zwischen dem Clan bzw. Stamm der Gona und dem der Tomagra. Die Tomagra setzten sich durch und bestimmten Zouar als Erbbesitz, während der Gona-Clan sich in Zala (im heutigen Südlibyen) ansiedelte.
Nach dem Tod des Derde Moli in Zouar wohl im Jahre 1590 wurde sein Herrschaftsgebiet unter seinen drei Söhnen Arami, Erdy und Lay aufgeteilt – eine Aufteilung, die in den Regeln zur Bestimmung der Nachfolge des Derde bis heute Bestand hat.
Im Winter 1913 schickte Maï Getty Tchénimémi (1835–1927), ein Gegenspieler des damaligen Derde Schahaï, seinen Sohn Erzaï nach Bilma, um einen Pakt mit der französischen Armee zu schließen, in dem er der Stationierung von Militärtruppen in Zouar zustimmte. Diese geschah am 10. Dezember 1913 durch eine aus Bilma im heutigen Niger kommende, etwa 200 Mann starke französische Einheit unter dem Kommando eines Oberst namens Löfler. Doch dieser Pakt wurde von den Franzosen nicht eingehalten, die wenig später, am 23. Juni 1914, in Bardaï, das damals unter der Herrschaft des Derde stand, einmarschierten. Nach der Besetzung des Ortes ging Derde Schahaï ins Exil nach Tezair, dem Namen von Kufra in der Sprache der Teda. Getty fühlte sich betrogen und startete mit Hilfe von Verwandten des Derde Angriffe auf die französischen Truppen. Die Franzosen verließen Tibesti im August 1916, nachdem sie zahlreiche Angriffe erlitten hatten. Nach seinem Tod im Dorf Yo im März 1927 wurde Getty zu einem Symbol für Freiheit und Widerstand.
Nach der Unabhängigkeit des Tschad spielte Zouar während des tschadischen Bürgerkriegs und des tschadisch-libyschen Konflikts eine wichtige Rolle und war mehrmals intensiv umkämpft. Der Ort wurde erstmals 1968 von den FROLINAT-Rebellen unter Mahamat Ali Taher belagert und erst mit der Ankunft einer französischen Expeditionstruppe im August 1968 befreit. Als eine der letzten Hochburgen der Regierung im Norden wurde sie im Juni 1977 von den People’s Armed Forces (FAP) angegriffen, wodurch die Garnison zur Evakuierung gezwungen wurde. Während des tschadisch-libyschen Konflikts der 1980er Jahre wurde in Zouar eine libysche Garnison eingerichtet, die jedoch ebenfalls vertrieben wurde, als die ehemals pro-libysche FAP im August 1986 im Tibesti rebellierte. Bereits im Dezember 1986 wurde Zouar mit der libyschen Gegenoffensive für kurze Zeit zurückerobert. Im Januar 1987 befreite die tschadische Armee Zouar endgültig.
Im Oktober 1998 brach im Norden mit der Gründung der aufständischen „Bewegung für Demokratie und Gerechtigkeit im Tschad“ (MDJT) erneut ein Bürgerkrieg aus. Der MDJT-Kommandeur Youssouf Togoimi verkündete im Juni 1999, dass seine Truppen in der Lage seien, Zouar und Bardaï einzunehmen, er es aber vorziehe, auf die Kapitulation der Regierungstruppen zu warten. Am 18. März 2006 begann die MDJT dennoch mit der Belagerung der Stadt.

## Geboren in Zouar
Zouar ist der Geburtsort des ehemaligen Staatsoberhaupts Goukouni Oueddei (* 1944) und des Gründers der MDJT Youssouf Togoimi (* 1953).